# Linia kolejowa nr 910
Linia kolejowa nr 910 – niezelektryfikowana, jednotorowa linia kolejowa łącząca stację Nowosady ze stacją Chryzanów, gdzie znajduje się terminal kontenerowy (dawniej rampa przeładunkowa) na tor szeroki.
W 2009 roku był nieprzejezdny z uwagi na przerwanie jego przebiegu w Nowosadach w miejscu przejazdu kolejowo-drogowego. Przebudowany w 2016 r.